# Mutzschener Diamanten

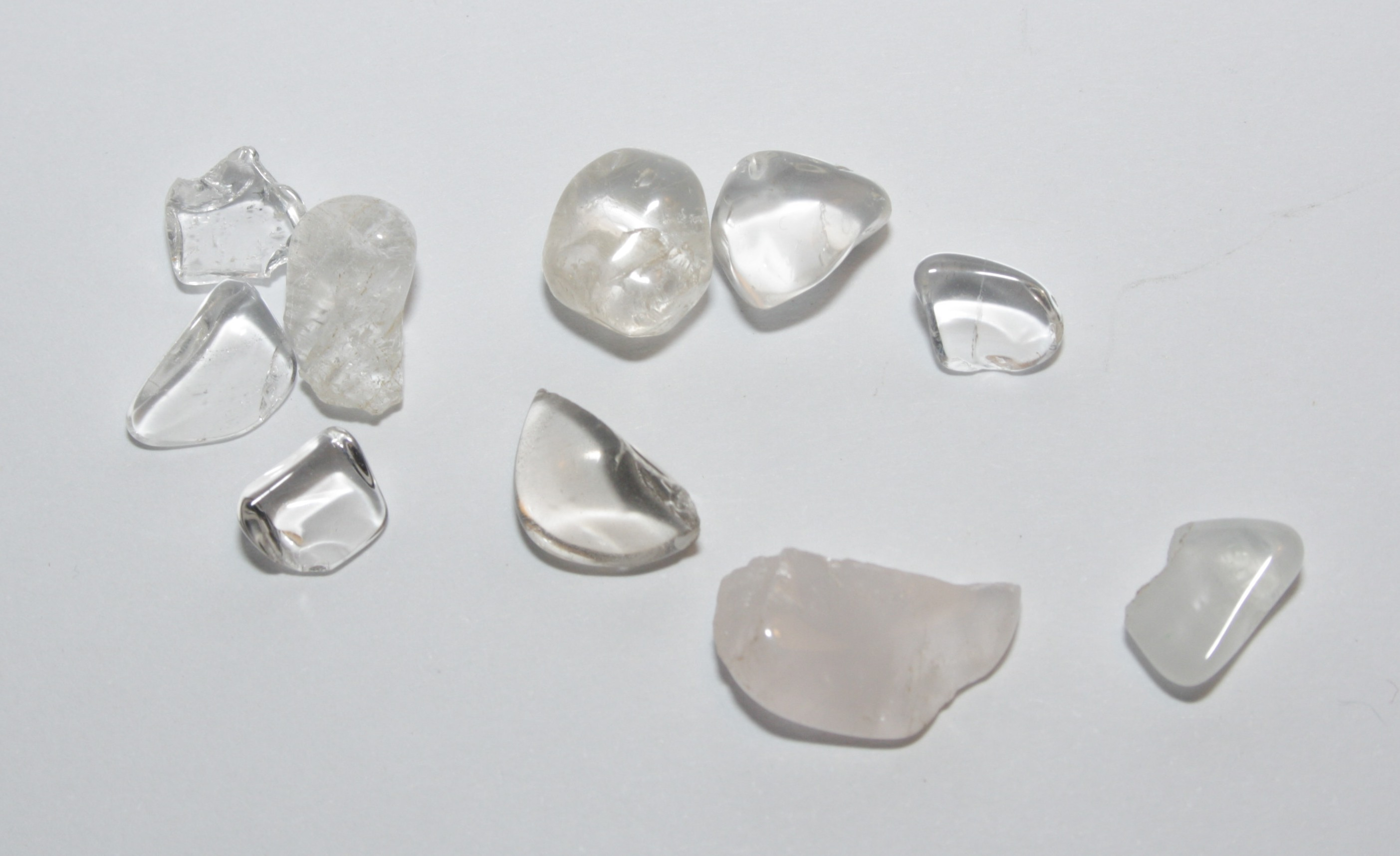
Polierte Bergkristallstückchen

Als Mutzschener Diamanten werden Rhyolith-Drusen mit Quarzeinschlüssen bezeichnet, die in Mutzschen, einem Ortsteil von Grimma in Sachsen, gefunden werden können.

## Einleitung
„Ein Städtlein gibt es im Sachsenland, das ist gebaut auf Diamant“, so der Anfang eines Liedes. Die ehemalige Stadt Mutzschen hat eine bewegte Vergangenheit, ist heute Ortsteil von Grimma in Sachsen. Echte Diamanten gibt es in Mutzschen nicht, aber in der Mineralogie ist die Bezeichnung „Mutzschener Diamanten“ gebräuchlich. Durch die tradierten wendische Sprachgewohnheiten ortsübliche Verschleifung der Vokale wird auch umgangssprachlich von „Mutzschner Diamanten“ gesprochen. Der Quarzporphyr von Mutzschen ist eine mineralogische Besonderheit der Region Westsachsen. Bergkristalle gelten als Diamanten der Antike.

## Beschreibung
Der Rhyolith erscheint bräunlichrot bis violett und besitzt teils rundliche Drusen (auch Rhyolithkugeln) mit Kristallen in rötlicher bis grüner oder grau-weißer Farbe verschiedener Größe. Die Kristalle selbst sind Achate und Amethyste. Die Drusen entstanden in Blasenräumen (Gasblasen) eines Vulkans durch Kristallverwachsungen. Sie wurden bis 1776 bergmännisch abgebaut. Georgius Agricola schrieb 1546 in seinem Buch De Natura Fossilium: „Der Quarz von Mutzschen sei den Edelsteinen verschiedener Farben ganz ähnlich, nur ein bißchen hart.“ Der vorgefundene Bergkristall ist eine polierbare wasserklare Quarz-Varietät und erhielt den schmückenden Beinamen „Mutzschener Diamanten“.

## Lage und Fundorte

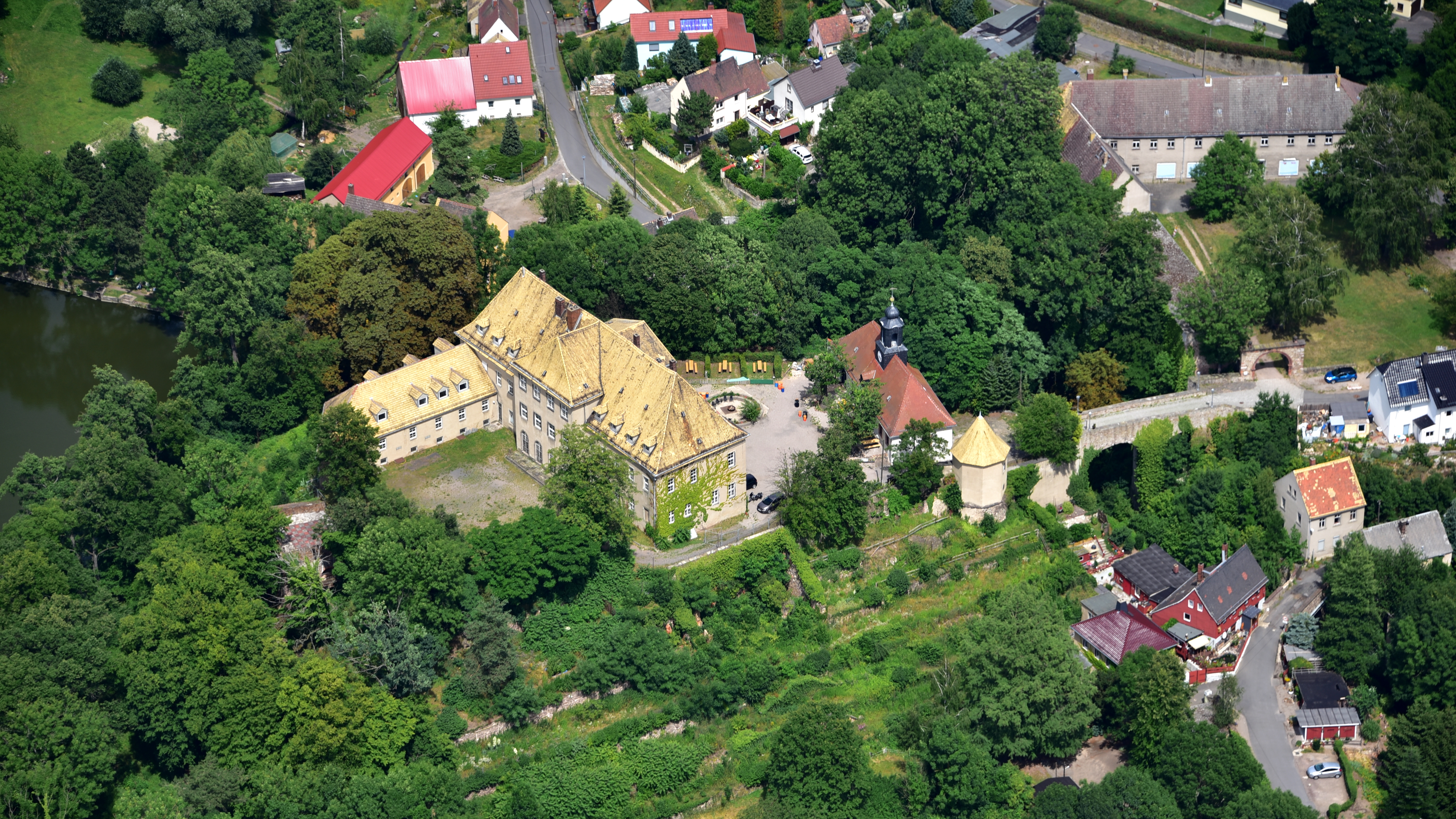
Blick auf Fundgelände

Fundorte sind die Uferränder und der Bach des Mutzschener Wassers Richtung Westen, die Wiesen westlich des Mutzschener Schlosses in Trockenzeiten und unterhalb der Schlossbrücke an einem Aufschluss am Steilhang. Der Mutzschens Schlossberg steht auf der Caldera eines erloschenen Vulkans der nordwestsächsischen Senke aus dem Zeitalter des Perms und ist Teil des Porphyrlandes, dem heutigen Geopark Porphyrland. Im Ort selbst treten an einigen Stellen die Felsen des Rotliegenden offen zutage.

## Fundgeschichte

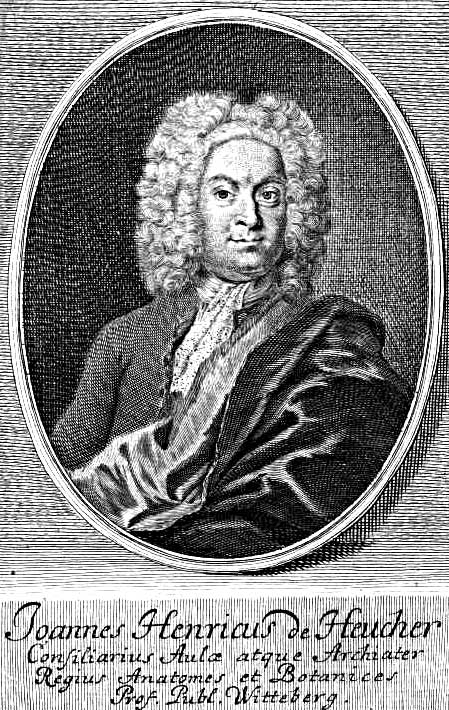
Johann Heinrich von Heucher

Suchaufträge der sächsischen Kurfürsten zu Mineralien gab es seit Mitte des 15. Jahrhunderts. 1445 erteilte Kurfürst Friedrich II. ein erstes Privileg, ebenso Moritz 1551 und Vater August 1574. Dieser liebte besonders die in den aufgeschlagenen Rhyolithkugeln gefundenen Amethyste. Christian I. gab 1588 ebenfalls den Befehl zur Suche und Gewinnung edler Steine im Kurfürstentum. Gottlieb Friedrich Mylius veröffentlichte als einer der Ersten 1720 in seinem Buch Memorabilia Saxoniae subterraneae i. e. Des Unterirdischen Sachsens Seltsame Wunder der Natur und berichtete von den Rhyolithkugeln. 16 Jahre später nannte der Direktor der Dresdener wissenschaftlichen Sammlung Johann Heinrich von Heucher 1736 die Kugeln (deren Inhalt) als „melonibus petrefactis Mutzschenensis“. Das Oberbergamt Freiberg bemerkte: „Der Schloßberg enthält in seinem Porphyr schöne Achatkugeln, deren Bergkristall man sonst (heute ist der ehemalige Stollen vermauert) unter dem Namen Mutzschener Diamanten verhandelte“. Im II. Weltkrieg (1939–1945) wurde in den ehemaligen Stollen des Bergwerks im Mutzschener Schloßberg von der Leipziger Universität und Paulinerkirche sowie weiteren Leipziger Kirchen wertvolle Altäre, Epitaphe, wissenschaftliche Sammlungen, Geräte usw. eingelagert. Sie konnten 1946 unbeschadet zurückgegeben werden.

## Verwendung
August der Starke ließ die Mutzschener Bergkristalle, wie bereits in der Antike gebräuchlich, in Kostüme seiner Theateraufführungen und ins Zaumzeug der Pferde so einarbeiten, sodass sie immer wieder herausgelöst und wiederverwendet werden konnten. Heute werden Bergkristalle hauptsächlich zu Schmuck- und Sammelzwecken verwendet. In der Esoterik haben sie Bedeutung wegen ihrer angeblichen Heilwirkungen auf Nerven und Stoffwechsel. In einigen Kulturen wie den Nomadenvölkern Afrikas, aber auch den Buddhisten Asiens gelten sie aufgrund ihrer Klarheit als Zaubersteine und werden nicht nur von Schamanen und Medizinleuten zum Schutz vor Dämonen und Gespenstern verwendet.